# Lijst van rijksmonumenten in Haarlem-Centrum

Centrum ten westen van het Spaarne en ten zuiden van de spoorlijn

De stad Haarlem telt 1145 inschrijvingen in het rijksmonumentenregister waarvan 929 in Haarlem-Centrum. In het Centrum is er een aantal straten met veel rijksmonumenten:
- Lijst van rijksmonumenten aan de Bakenessergracht (50)
- Lijst van rijksmonumenten in de Frankestraat (14)
- Lijst van rijksmonumenten aan de Gedempte Oude Gracht (59)
- Lijst van rijksmonumenten in de Gierstraat (18)
- Lijst van rijksmonumenten in de Grote Houtstraat (52)
- Lijst van rijksmonumenten aan de Grote Markt (Haarlem) (18)
- Lijst van rijksmonumenten in het Groot Heiligland (18)
- Lijst van rijksmonumenten in de Jansstraat (46)
- Lijst van rijksmonumenten in het Kenaupark (29)
- Lijst van rijksmonumenten in de Koningstraat (Haarlem) (17)
- Lijst van rijksmonumenten in het Klein Heiligland (19)
- Lijst van rijksmonumenten aan de Parklaan (Haarlem) (20)
- Lijst van rijksmonumenten in de Kleine Houtstraat (36)
- Lijst van rijksmonumenten aan de Nieuwe Gracht (Haarlem) (37)
- Lijst van rijksmonumenten in de Wilhelminastraat (Haarlem) (11)
- Lijst van rijksmonumenten in de Zijlstraat (Haarlem) (28)

Daarnaast zijn er 112 rijksmonumenten in de wijk Centrum ten oosten van het Spaarne. Deze zijn opgenomen in de Lijst van rijksmonumenten in de Spaarnwouderbuurt.
Hieronder een overzicht van de 512 rijksmonumenten in Haarlem Centrum (ten westen van het Spaarne) die niet op een apart straatartikel vermeld staat.
| Object | Oorspronkelijke functie?  | Bouwjaar                                                                      | Architect            | Locatie                                                      | Coördinaten?                  | Nr.?   | Afbeelding |
| --- | ------------------------- | ----------------------------------------------------------------------------- | -------------------- | ------------------------------------------------------------ | ----------------------------- | ------ | --- |
| Welgelegen | Woonhuis                  | eerste helft 19e eeuw                                                         |                      | Kennemerplein 2                                              | 52° 23' 19" NB, 4° 38' 14" OL | 15966  | Meer afbeeldingen |
| Pand met klokgevel | Werk-woonhuis             | 18e eeuw                                                                      |                      | Anegang 11                                                   | 52° 22' 49" NB, 4° 38' 9" OL  | 18893  | Meer afbeeldingen |
| Pand met brede trapgevel | Werk-woonhuis             | eerste helft 17e eeuw                                                         |                      | Anegang 13 - 15                                              | 52° 22' 49" NB, 4° 38' 9" OL  | 18899  | Meer afbeeldingen |
| Pand met klokgevel | Werk-woonhuis             | midden 18e eeuw                                                               |                      | Anegang 31                                                   | 52° 22' 47" NB, 4° 38' 13" OL | 18900  | Meer afbeeldingen |
| Pand met hoge klokgevel | Werk-woonhuis             | 18e eeuw                                                                      |                      | Anegang 22 / Frankestraat 1                                  | 52° 22' 48" NB, 4° 38' 10" OL | 18901  | Meer afbeeldingen |
| Pand met lijstgevel | Woonhuis                  | eind 18e eeuw                                                                 |                      | Anegang 26                                                   | 52° 22' 48" NB, 4° 38' 10" OL | 18902  | Meer afbeeldingen |
| Pand met lijstgevel | Woonhuis                  | eind 18e eeuw                                                                 |                      | Anegang 28                                                   | 52° 22' 48" NB, 4° 38' 10" OL | 18903  | Meer afbeeldingen |
| Pand met lijstgevel | Woonhuis                  | midden 18e eeuw                                                               |                      | Anegang 46                                                   | 52° 22' 47" NB, 4° 38' 13" OL | 18904  | Meer afbeeldingen |
| Hof van Loo | Sociale zorg, liefdadigh. | 18e eeuw                                                                      |                      | Barrevoetestraat 7 A t/m Q                                   | 52° 22' 49" NB, 4° 37' 48" OL | 18914  | Meer afbeeldingen |
| Pand met gepleisterde klokgevel, moderne toevoegingen | Werk-woonhuis             |                                                                               |                      | Barteljorisstraat 1 (hk. Smedestraat)                        | 52° 22' 58" NB, 4° 38' 7" OL  | 18965  | Meer afbeeldingen |
| Pand met klokgevel met houten fronton. Sierlijke architectuur van oudheidkundige waarde | Werk-woonhuis             | laatste kwart 18e eeuw                                                        |                      | Barteljorisstraat 19                                         | 52° 22' 56" NB, 4° 38' 7" OL  | 18966  | Meer afbeeldingen |
| Pand met klokgevel, gepleisterd | Werk-woonhuis             | 18e eeuw                                                                      |                      | Barteljorisstraat 27                                         | 52° 22' 55" NB, 4° 38' 7" OL  | 18967  | Meer afbeeldingen |
| Pand met klokgevel | Werk-woonhuis             | 18e eeuw                                                                      |                      | Barteljorisstraat 6                                          | 52° 22' 58" NB, 4° 38' 7" OL  | 18968  | Meer afbeeldingen |
| Pand met klokgevel met ter weerszijden ballen. Horizontale lijst, gelobde gevelsteen boven de ingang | Werk-woonhuis             | tweede helft 17e eeuw                                                         |                      | Barteljorisstraat 12                                         | 52° 22' 57" NB, 4° 38' 6" OL  | 18969  | Meer afbeeldingen |
| Pand met klokgevel met gemetselde pilasters. Bekroond door Korinthische kapitelen, ter weerszijden vazen op de hoeken, enige guirlandes onder de ramen aangebracht                                                        | Woonhuis                  | tweede helft 17e eeuw                                                         |                      | Barteljorisstraat 24                                         | 52° 22' 56" NB, 4° 38' 6" OL  | 18970  | Meer afbeeldingen |
| Pand met lijstgevel. Fraaie onderpui | Werk-woonhuis             | tweede helft 18e eeuw                                                         |                      | Barteljorisstraat 38                                         | 52° 22' 55" NB, 4° 38' 7" OL  | 18971  | Pand met lijstgevel. Fraaie onderpui |
| Pand onder zadeldak met gepleisterde lijstgevel | Woonhuis                  | 17e eeuw                                                                      |                      | Begijnhof 20 (hk. Lange Begijnestraat 2)                     | 52° 22' 56" NB, 4° 38' 20" OL | 18972  | Meer afbeeldingen |
| Pand met gepleisterde gevel met vooruitspringende topgevel. Haaks hierop een lijstgevel | Woonhuis                  | 17e eeuw (lijstgevel)                                                         |                      | Begijnhof 22                                                 | 52° 22' 57" NB, 4° 38' 21" OL | 18973  | Pand met gepleisterde gevel met vooruitspringende topgevel. Haaks hierop een lijstgevel |
| Enige bewaarde woonhuis van het middeleeuws Begijnhof | Woonhuis                  | mogelijk 14e eeuw                                                             |                      | Begijnhof 24                                                 | 52° 22' 57" NB, 4° 38' 21" OL | 18974  | Meer afbeeldingen |
| Waalse Kerk | Kerk en kerkonderdeel     | ca. 1500 en later                                                             |                      | Begijnhof 28 -30-32                                          | 52° 22' 57" NB, 4° 38' 21" OL | 18975  | Meer afbeeldingen |
| Pand met gepleisterde lijstgevel; onderpui intact | Werk-woonhuis             | 18e eeuw                                                                      |                      | Berkenrodesteeg 17                                           | 52° 22' 48" NB, 4° 38' 19" OL | 18976  | Pand met gepleisterde lijstgevel; onderpui intact |
| Pand met trapgevel, puntvormige bogen met natuursteenblokken boven de ramen, toppinakel op leeuweconsole rustend | Woonhuis                  | eerste helft 17e eeuw                                                         |                      | Berkenrodesteeg 4                                            | 52° 22' 49" NB, 4° 38' 18" OL | 18977  | Meer afbeeldingen |
| Pand met rechte daklijst, voorheen trapgevel. Fries met mozaïekwerk en puntvormige bogen met natuursteen blokken boven de vensters                                                                                        | Woonhuis                  | eerste helft 17e eeuw                                                         |                      | Berkenrodesteeg 6                                            | 52° 22' 49" NB, 4° 38' 18" OL | 18978  | Meer afbeeldingen |
| Pand met trapgevel | Woonhuis                  | 1664 (grotendeels herbouwd)                                                   |                      | Gasthuisstraat 46                                            | 52° 22' 47" NB, 4° 37' 52" OL | 18979  | Pand met trapgevel |
| Pand met gepleisterde klokgevel met gebogen fronton. Architectuur van evenwichtige verhoudingen, karakteristiek voor deze periode                                                                                         | Woonhuis                  | laatste kwart 18e eeuw (gebogen fronton)                                      |                      | Botermarkt 1                                                 | 52° 22' 48" NB, 4° 37' 53" OL | 18980  | Meer afbeeldingen |
| Bruiningshofje | Sociale zorg, liefdadigh. | waarschijnlijk 1610 (stichting) 1936 (rest.) 1978 (rest.)                     |                      | Botermarkt 9 A t/m I                                         | 52° 22' 48" NB, 4° 37' 54" OL | 18981  | Meer afbeeldingen |
| Huis met gevelsteen 'in den Rosbaer 1611' | Woonhuis                  | 19e eeuw                                                                      |                      | Botermarkt 13                                                | 52° 22' 48" NB, 4° 37' 54" OL | 18982  | Meer afbeeldingen |
| Pand met klokgevel, met voluten en driehoekige frontonsafdekking, moderne onderpui | Woonhuis                  | eerste helft 18e eeuw                                                         |                      | Botermarkt 17                                                | 52° 22' 47" NB, 4° 37' 55" OL | 18983  | Meer afbeeldingen |
| Pand met gepleisterde lijstgevel, beneden verbouwd | Woonhuis                  | einde 18e eeuw                                                                |                      | Botermarkt 19                                                | 52° 22' 47" NB, 4° 37' 55" OL | 18984  | Meer afbeeldingen |
| Pand met gepleisterde klokgevel met voluten | Woonhuis                  | eerste helft 18e eeuw                                                         |                      | Botermarkt 21                                                | 52° 22' 47" NB, 4° 37' 55" OL | 18985  | Meer afbeeldingen |
| In 't Bruine Peert | Woonhuis                  | 1609                                                                          |                      | Botermarkt 25                                                | 52° 22' 47" NB, 4° 37' 56" OL | 18986  | Meer afbeeldingen |
| Pand met trapgevel. Dubbele midden pinakel op twee leeuwenconsoles rustend. Bogen boven de ramen met leeuwemaskers, versieringen, natuursteen blokken                                                                     | Woonhuis                  |                                                                               |                      | Botermarkt 27                                                | 52° 22' 47" NB, 4° 37' 56" OL | 18987  | Meer afbeeldingen |
| Winkelhuis met lijstgevel. Eenvoudige architectuur van betekenis voor het karakter van de gevelwand | Woonhuis                  | eerste kwart 19e eeuw                                                         |                      | Botermarkt 2                                                 | 52° 22' 46" NB, 4° 37' 52" OL | 18988  | Meer afbeeldingen |
| Woonhuis met lijstgevel; aardige ingangspartij. Eenvoudige architectuur van betekenis voor het karakter van de gevelwand                                                                                                  | Woonhuis                  | 19e eeuw                                                                      |                      | Botermarkt 18                                                | 52° 22' 46" NB, 4° 37' 55" OL | 18989  | Meer afbeeldingen |
| De Hoop | Woonhuis                  |                                                                               |                      | Botermarkt 26 -26A                                           | 52° 22' 46" NB, 4° 37' 56" OL | 18990  | Meer afbeeldingen |
| Pand met klokgevel met aardige ingangspartij. Eenvoudige architectuur van betekenis voor het karakter van de gevelwand | Werk-woonhuis             | 18e eeuw                                                                      |                      | Breestraat 13                                                | 52° 22' 44" NB, 4° 37' 52" OL | 18991  | Meer afbeeldingen |
| Pand met rechte kroonlijst, gevelsteen met voorstelling Koning David met de leeuw | Woonhuis                  | midden 17e eeuw                                                               |                      | Breestraat 19                                                | 52° 22' 44" NB, 4° 37' 53" OL | 18992  | Meer afbeeldingen |
| Pand met rechte kroonlijst | Woonhuis                  | 18e eeuw                                                                      |                      | Breestraat 14                                                | 52° 22' 44" NB, 4° 37' 51" OL | 18993  | Meer afbeeldingen |
| Pand met rechte kroonlijst | Woonhuis                  | 18e eeuw                                                                      |                      | Breestraat 16                                                | 52° 22' 44" NB, 4° 37' 51" OL | 18994  | Meer afbeeldingen |
| Pand met rechte getande kroonlijst | Woonhuis                  | 18e eeuw                                                                      |                      | Breestraat 18 (hk Lange Annastraat)                          | 52° 22' 44" NB, 4° 37' 51" OL | 18995  | Meer afbeeldingen |
| Pand met klokgevel met aan weerszijden voluten. Gevelsteen in midden met cartouche en een gekroonde hamer. Onderpui vervallen, maar intact                                                                                | Woonhuis                  | 1688                                                                          |                      | Breestraat 26                                                | 52° 22' 44" NB, 4° 37' 52" OL | 18996  | Meer afbeeldingen |
| Pand met gedodekopte lijstgevel | Woonhuis                  | 18e eeuw                                                                      |                      | Ceciliasteeg 5                                               | 52° 22' 59" NB, 4° 38' 15" OL | 19007  | Meer afbeeldingen |
| Pand met gedodekopte lijstgevel | Woonhuis                  | 18e eeuw                                                                      |                      | Ceciliasteeg 7                                               | 52° 22' 59" NB, 4° 38' 15" OL | 19008  | Meer afbeeldingen |
| Woonhuis met lijstgevel | Woonhuis                  | 18e eeuw                                                                      |                      | Ceciliasteeg 13                                              | 52° 22' 59" NB, 4° 38' 16" OL | 19009  | Woonhuis met lijstgevel |
| Gepleisterd klein woonhuis | Woonhuis                  | 18e eeuw                                                                      |                      | Ceciliasteeg 4                                               | 52° 22' 59" NB, 4° 38' 14" OL | 19010  | Meer afbeeldingen |
| Gepleisterd klein woonhuis | Woonhuis                  | 18e eeuw                                                                      |                      | Ceciliasteeg 6                                               | 52° 22' 59" NB, 4° 38' 14" OL | 19011  | Gepleisterd klein woonhuis |
| Gepleisterd klein woonhuis | Woonhuis                  | 18e eeuw                                                                      |                      | Ceciliasteeg 8                                               | 52° 22' 59" NB, 4° 38' 15" OL | 19012  | Gepleisterd klein woonhuis |
| Pand met rechte kroonlijst en fraaie ingangspartij, gebeeldhouwde deur | Woonhuis                  | midden 18e eeuw 16e eeuw (onder huis)                                         |                      | Damstraat 19                                                 | 52° 22' 50" NB, 4° 38' 21" OL | 19013  | Meer afbeeldingen |
| Teylerstichting | Woonhuis                  | midden 18e eeuw                                                               |                      | Damstraat 21 (incl. rechts naastgelegen pand met lijstgevel) | 52° 22' 50" NB, 4° 38' 22" OL | 19015  | Meer afbeeldingen |
| Pand met trapgevel in haarlemse trant 'de hertog van brandenborch' | Woonhuis                  | 1610                                                                          |                      | Damstraat 23 (incl. rechts naastgelegen pand met trapgevel)  | 52° 22' 49" NB, 4° 38' 22" OL | 19016  | Meer afbeeldingen |
| Pand met rechte kroonlijst op consoles, zandstenen opzetstuk met alliantiewapens | Woonhuis                  | eerste helft 18e eeuw                                                         |                      | Damstraat 25                                                 | 52° 22' 49" NB, 4° 38' 22" OL | 19017  | Meer afbeeldingen |
| Hoog oprijzend pand met klokgevel | Woonhuis                  | 18e eeuw                                                                      |                      | Damstraat 27                                                 | 52° 22' 49" NB, 4° 38' 23" OL | 19018  | Meer afbeeldingen |
| Pand met trapgevel, top tot boog afgeknot | Woonhuis                  | eerste helft 17e eeuw                                                         |                      | Doelstraat 35                                                | 52° 22' 40" NB, 4° 37' 51" OL | 19019  | Meer afbeeldingen |
| Pand met trapgevel met middenpinakel, vensters iets verlaagd | Woonhuis                  | eerste helft 17e eeuw                                                         |                      | Doelstraat 37                                                | 52° 22' 40" NB, 4° 37' 51" OL | 19020  | Meer afbeeldingen |
| Pand met rechte kroonlijst met dodekop bewerkt | Woonhuis                  |                                                                               |                      | Doelstraat 41                                                | 52° 22' 40" NB, 4° 37' 52" OL | 19021  | Meer afbeeldingen |
| Trapgeveltje Proveniershof | Erfscheiding              | begin 17e eeuw                                                                |                      | Doelstraat bij 52                                            | 52° 22' 39" NB, 4° 37' 52" OL | 19022  | Trapgeveltje Proveniershof |
| Woningen tot Proveniershof behorend van twee verdiepingen en rechte kroonlijst | Woonhuis                  | eind 17e of begin 18e eeuw                                                    |                      | Doelstraat 30 t/m 50                                         | 52° 22' 39" NB, 4° 37' 52" OL | 19023  | Meer afbeeldingen |
| Voormalige bewaarderswoning van de St. Jorisdoelen | Dienstwoning              |                                                                               |                      | Doelstraat 52                                                | 52° 22' 39" NB, 4° 37' 52" OL | 19024  | Meer afbeeldingen |
| Gildehuis der Goudsmeden | Woonhuis                  | begin 17e eeuw                                                                |                      | Goudsmidspleintje 1 (zie ook Donkere Begijnhof 8             | 52° 22' 59" NB, 4° 38' 21" OL | 19025  | Meer afbeeldingen |
| Gepleisterd pand met rechte kroonlijst onder zadeldak | Woonhuis                  | 18e eeuw of ouder                                                             |                      | Donkere Spaarne 6                                            | 52° 22' 53" NB, 4° 38' 39" OL | 19026  | Meer afbeeldingen |
| Pand met klokgevel, door tympanon bekroond | Woonhuis                  | 18e eeuw                                                                      |                      | Donkere Spaarne 8                                            | 52° 22' 53" NB, 4° 38' 38" OL | 19027  | Meer afbeeldingen |
| Pand met klokgevel, door tympanon bekroond | Woonhuis                  | 18e eeuw                                                                      |                      | Donkere Spaarne 10                                           | 52° 22' 53" NB, 4° 38' 38" OL | 19028  | Meer afbeeldingen |
| Pand met rechte kroonlijst met verhoogd half rond middenstuk, houten ingangsomlijsting met goede deur | Woonhuis                  | 18e/19e eeuw                                                                  |                      | Donkere Spaarne 20                                           | 52° 22' 52" NB, 4° 38' 37" OL | 19029  | Meer afbeeldingen |
| Breed pand met rechte kroonlijst, brede ingang | Woonhuis                  | 19e eeuw                                                                      |                      | Donkere Spaarne 22                                           | 52° 22' 52" NB, 4° 38' 37" OL | 19030  | Meer afbeeldingen |
| Pand met rechte kroonlijst | Woonhuis                  | tweede helft 19e eeuw                                                         |                      | Donkere Spaarne 24                                           | 52° 22' 52" NB, 4° 38' 36" OL | 19031  | Meer afbeeldingen |
| Pand met rechte kroonlijst, hoge ingangsomlijsting en bovenlicht, terzijde opkamer | Woonhuis                  | 1727                                                                          |                      | Donkere Spaarne 28                                           | 52° 22' 51" NB, 4° 38' 36" OL | 19032  | Meer afbeeldingen |
| Pand met gepleisterde lijstgevel, eind 18e eeuw | Woonhuis                  | eind 18e eeuw                                                                 |                      | Donkere Spaarne 28 A (hk.Bakenesserstraat)                   | 52° 22' 51" NB, 4° 38' 35" OL | 19033  | Meer afbeeldingen |
| Witgepleisterd geblokt pand met rechte kroonlijst | Opslag                    | midden 17e eeuw                                                               |                      | Donkere Spaarne 34                                           | 52° 22' 51" NB, 4° 38' 34" OL | 19034  | Meer afbeeldingen |
| Pand met lijstgevel, kroonlijst op 2 consoles rustend | Werk-woonhuis             | midden 18e eeuw                                                               |                      | Donkere Spaarne 36                                           | 52° 22' 51" NB, 4° 38' 34" OL | 19035  | Meer afbeeldingen |
| Pakhuis met klokgevel | Opslag                    | 18e eeuw                                                                      |                      | Donkere Spaarne 46 A t/m D                                   | 52° 22' 50" NB, 4° 38' 32" OL | 19036  | Meer afbeeldingen |
| Pand met lijstgevel, onderstuk maakte deel uit van trapgevel haarlemse trant | Woonhuis                  | begin 17e eeuw                                                                |                      | Donkere Spaarne 48                                           | 52° 22' 50" NB, 4° 38' 31" OL | 19037  | Meer afbeeldingen |
| Pand met trapgevel, haarlems type | Woonhuis                  | eerste helft 17e eeuw                                                         |                      | Donkere Spaarne 50                                           | 52° 22' 50" NB, 4° 38' 31" OL | 19038  | Meer afbeeldingen |
| Laag pand met klokgevel | Woonhuis                  | 18e eeuw                                                                      |                      | Donkere Spaarne 52                                           | 52° 22' 50" NB, 4° 38' 31" OL | 19039  | Meer afbeeldingen |
| Pand met trapgevel in haarlemse trant met natuurstenen hoekbogen negblokken, top rustend op console met vrouwenkop | Woonhuis                  |                                                                               |                      | Donkere Spaarne 56                                           | 52° 22' 50" NB, 4° 38' 30" OL | 19040  | Meer afbeeldingen |
| Pand met lijstgevel | Werk-woonhuis             | begin 19e eeuw                                                                |                      | Donkere Spaarne 58                                           | 52° 22' 50" NB, 4° 38' 29" OL | 19041  | Meer afbeeldingen |
| Essenhof | Sociale zorg, liefdadigh. | tweede helft 19e eeuw                                                         |                      | Essenstraat 24 A t/m X                                       | 52° 22' 36" NB, 4° 38' 16" OL | 19047  | Meer afbeeldingen |
| Sint Elisabeth | Gezondheidszorg           | 1871 (gevels)                                                                 |                      | Gasthuisvest 47                                              | 52° 22' 35" NB, 4° 38' 4" OL  | 19096  | Meer afbeeldingen |
| Pand met klokgevel met voluten en houten afdekking | Woonhuis                  | 1765 (top) 17e eeuw (ouder huis in Raamsteeg)                                 |                      | Gedempte Raamgracht 69 (hk. Raamstraat)                      | 52° 22' 39" NB, 4° 37' 42" OL | 19157  | Pand met klokgevel met voluten en houten afdekking |
| Pand met klokgeveltje | Woonhuis                  | 18e eeuw                                                                      |                      | Goudsmidspleintje 2                                          | 52° 22' 59" NB, 4° 38' 23" OL | 19177  | Meer afbeeldingen |
| Vroeger Israelitische Synagoge | Kerk en kerkonderdeel     | mogelijk 18e eeuw (bouw) eerste kwart 19e eeuw (verbouwd)                     |                      | Goudsmidspleintje 6                                          | 52° 22' 58" NB, 4° 38' 22" OL | 19178  | Meer afbeeldingen |
| Poortje met gevelsteen waarop een pauw, en omlijsting | Overheidsgebouw           | 17e eeuw                                                                      |                      | Poortje Grote Houtstraat                                     | 52° 22' 49" NB, 4° 38' 10" OL | 19247  | Poortje met gevelsteen waarop een pauw, en omlijsting |
| Grote of Sint-Bavokerk | Kerk en kerkonderdeel     | 1370-1520                                                                     |                      | Oude Groenmarkt 23                                           | 52° 22' 52" NB, 4° 38' 14" OL | 19264  | Meer afbeeldingen |
| Pand met lijstgeveltje met zadeldak | Woonhuis                  | 18e eeuw                                                                      |                      | Hooimarkt 10                                                 | 52° 23' 6" NB, 4° 38' 35" OL  | 19276  | Meer afbeeldingen |
| Pand met topgeveltje | Woonhuis                  | 18e eeuw                                                                      |                      | Hooimarkt 12                                                 | 52° 23' 6" NB, 4° 38' 35" OL  | 19277  | Meer afbeeldingen |
| Pand met eenvoudige lijstgevel | Woonhuis                  | eerste kwart 19e eeuw                                                         |                      | Hooimarkt 22                                                 | 52° 23' 6" NB, 4° 38' 33" OL  | 19278  | Meer afbeeldingen |
| Pand met lijstgevels | Woonhuis                  | eerste kwart 19e eeuw                                                         |                      | Hooimarkt 28                                                 | 52° 23' 5" NB, 4° 38' 32" OL  | 19279  | Meer afbeeldingen |
| Pand met lijstgevels | Woonhuis                  | eerste kwart 19e eeuw                                                         |                      | Hooimarkt 30                                                 | 52° 23' 5" NB, 4° 38' 32" OL  | 19280  | Pand met lijstgevels |
| Hofje van Noblet | Woonhuis                  | 1761 (bouw) 1992 (verb.)                                                      |                      | Hooimarkt 32 (hk. Nieuwe Gracht 2)                           | 52° 23' 6" NB, 4° 38' 31" OL  | 19281  | Meer afbeeldingen |
| Pand met trapgevel, haarlemse trant, met natuurstenen blokversiering | Woonhuis                  | begin 17e eeuw                                                                |                      | Jacobijnestraat 1                                            | 52° 22' 53" NB, 4° 37' 56" OL | 19292  | Meer afbeeldingen |
| Pand met trapgevel, haarlemse trant, met natuurstenen blokversiering | Woonhuis                  | begin 17e eeuw                                                                |                      | Jacobijnestraat 3                                            | 52° 22' 53" NB, 4° 37' 56" OL | 19293  | Meer afbeeldingen |
| Pand met ontlastingsbogen | Werk-woonhuis             | 17e eeuw (bouw) eerste kwart 19e eeuw (verb.)                                 |                      | Jacobijnestraat 11 - 13                                      | 52° 22' 53" NB, 4° 37' 58" OL | 19294  | Meer afbeeldingen |
| Apostolische gemeente. Bakstenen pand met bepleisteringen, vooruitspringende middenpartij, ramen met afgeknotte hoeken. IJzeren hek                                                                                       | Vanwege onderdelen kerk   | tweede helft 19e eeuw                                                         |                      | Jacobijnestraat 15                                           | 52° 22' 53" NB, 4° 37' 58" OL | 19295  | Meer afbeeldingen |
| Bureau Openbare Werken gemeente Haarlem. Pand met brede gevel met zware ingangsomlijsting, rechte kroonlijst met consoles, zware omlijstingen om de ramen                                                                 | Overheidsgebouw           | tweede helft 19e eeuw                                                         |                      | Jacobijnestraat 24                                           | 52° 22' 52" NB, 4° 38' 0" OL  | 19296  | Meer afbeeldingen |
| Hofje van Staats | Sociale zorg, liefdadigh. | 1733                                                                          |                      | Jansweg 39                                                   | 52° 23' 11" NB, 4° 38' 23" OL | 19341  | Meer afbeeldingen |
| Pand met eenvoudige lijstgevel | Werk-woonhuis             | laatste kwart 18e eeuw                                                        |                      | Jansweg 30                                                   | 52° 23' 11" NB, 4° 38' 22" OL | 19342  | Meer afbeeldingen |
| Breed hoog pand, patriciershuis met versierde middenpartij, pilasters aan weerszijden | Woonhuis                  | 18e eeuw                                                                      |                      | Jansweg 40 (hk. Parklaan 55)                                 | 52° 23' 9" NB, 4° 38' 21" OL  | 19343  | Meer afbeeldingen |
| Breed statig pand met vooruitspringende middenpartij, natuurstenen hoekblokken, breed tympaan | Woonhuis                  | begin 19e eeuw                                                                |                      | Jansweg 42                                                   | 52° 23' 8" NB, 4° 38' 20" OL  | 19344  | Meer afbeeldingen |
| Pand met rechte kroonlijst | Opslag                    | begin 19e eeuw                                                                |                      | Jansweg 44                                                   | 52° 23' 7" NB, 4° 38' 20" OL  | 19345  | Pand met rechte kroonlijst |
| Langgerekte pand met rechte kroonlijst en vooruitspringend middenrisaliet | Woonhuis                  | begin 18e eeuw                                                                |                      | Jansweg 52 (hk. Nieuwe Gracht)                               | 52° 23' 6" NB, 4° 38' 19" OL  | 19346  | Meer afbeeldingen |
| Neoclassicistisch gepleisterd huis met rechte kroonlijst en hoge stoep | Handel en kantoor         | eerste helft 19e eeuw                                                         |                      | Kenaustraat 1 - 3                                            | 52° 23' 15" NB, 4° 38' 7" OL  | 19373  | Meer afbeeldingen |
| Neoclassicistisch gepleisterd huis met rechte kroonlijst en hoge stoep | Woonhuis                  | eerste helft 19e eeuw                                                         |                      | Kenaustraat 3 A                                              | 52° 23' 15" NB, 4° 38' 7" OL  | 19374  | Meer afbeeldingen |
| Woningen deel uitmakend van het Proveniershof | Woonhuis                  | 1749-1756 (steen bij nr. 9)                                                   |                      | Kerkstraat 1 t/m 9                                           | 52° 22' 38" NB, 4° 37' 50" OL | 19375  | Meer afbeeldingen |
| Laag huis onder zadeldak met toegespitste bogen boven benedenvensters, souterrain, schuiframen met kleine roeden, rechte gootlijst                                                                                        | Woonhuis                  | 17e eeuw                                                                      |                      | Kerkstraat 14                                                | 52° 22' 37" NB, 4° 37' 50" OL | 19376  | Meer afbeeldingen |
| Laag huis met bogen boven benedenvensters souterrain, met dodekop bewerkt | Woonhuis                  | 17e eeuw                                                                      |                      | Kerkstraat 16                                                | 52° 22' 37" NB, 4° 37' 50" OL | 19377  | Meer afbeeldingen |
| Laag huis met bogen boven benedenvensters, souterrain gepleisterd | Werk-woonhuis             | 17e eeuw                                                                      |                      | Kerkstraat 18                                                | 52° 22' 37" NB, 4° 37' 51" OL | 19378  | Meer afbeeldingen |
| Laag huis met bogen boven benedenvensters, souterrain met dodekop bewerkt | Woonhuis                  | 17e eeuw                                                                      |                      | Kerkstraat 20                                                | 52° 22' 37" NB, 4° 37' 51" OL | 19379  | Meer afbeeldingen |
| Poort van het voormalige pesthuis. Natuurstenen blokken en versieringen, steen met wapen van Haarlem, in de 19e eeuw sterk gerestaureerd                                                                                  | Gezondheidszorg           | 19e eeuw (rest.)                                                              |                      | Poort vm Pesthuis                                            | 52° 23' 4" NB, 4° 37' 53" OL  | 19380  | Meer afbeeldingen |
| Bakstenen vleugel, waarmee in 1661 het voormalige Magdalenaklooster, sinds 1656 Armekinderenhuis, werd uitgebreid | Gezondheidszorg           | 1660                                                                          |                      | Vleugel Kinderhuisvest hoek Magdalenastraat                  | 52° 23' 4" NB, 4° 37' 54" OL  | 19381  | Meer afbeeldingen |
| Hoekhuis met afgeschuinde hoek, lijstgevel | Werk-woonhuis             | eind 18e eeuw                                                                 |                      | Kinderhuisvest 53 (hk. Zijlstraat 1)                         | 52° 22' 60" NB, 4° 37' 49" OL | 19382  | Hoekhuis met afgeschuinde hoek, lijstgevel |
| Pand met langgerekte gevel met rechte kroonlijst, natuurstenen blokken boven de vensters | Woonhuis                  | 17e-18e eeuw                                                                  |                      | Klokhuisplein 5 t/m 7                                        | 52° 22' 51" NB, 4° 38' 18" OL | 19452  | Meer afbeeldingen |
| Pand met rechte kroonlijst met rechte geblokte strekken boven de vensters, zadeldak ter weerszijden in topgevel eindigend                                                                                                 | Woonhuis                  | midden 17e eeuw                                                               |                      | Kokstraat 6                                                  | 52° 22' 58" NB, 4° 38' 26" OL | 19453  | Meer afbeeldingen |
| Pand met rechte kroonlijst, ontlastingsbogen met blokken versierd boven de vensters, thans pakhuis | Opslag                    | midden 17e eeuw                                                               |                      | Kokstraat 8                                                  | 52° 22' 58" NB, 4° 38' 27" OL | 19454  | Meer afbeeldingen |
| Pand met rechte kroonlijst, ontlastingsbogen met blokken versierd boven de vensters, thans pakhuis | Opslag                    | midden 17e eeuw                                                               |                      | Kokstraat 10                                                 | 52° 22' 58" NB, 4° 38' 27" OL | 19455  | Meer afbeeldingen |
| Pand met eenvoudige klokgevel | Woonhuis                  | 17e eeuw                                                                      |                      | Kokstraat 14                                                 | 52° 22' 58" NB, 4° 38' 28" OL | 19456  | Meer afbeeldingen |
| Pand met klokgevel, verder gepleisterde lijstgevel | Woonhuis                  | 18e eeuw                                                                      |                      | Korte Begijnestraat 1 (hk. Begijnestraat)                    | 52° 22' 56" NB, 4° 38' 21" OL | 19475  | Meer afbeeldingen |
| Pand met gepleisterde klokgevel | Woonhuis                  | 17e eeuw                                                                      |                      | Korte Begijnestraat 21                                       | 52° 22' 55" NB, 4° 38' 23" OL | 19476  | Pand met gepleisterde klokgevel |
| Pand met klokgevel | Werk-woonhuis             | 18e eeuw                                                                      |                      | Korte Begijnestraat 25                                       | 52° 22' 55" NB, 4° 38' 24" OL | 19477  | Pand met klokgevel |
| Pand met lijstgevel, geverfd met deels natuurstenen blokken op de hoeken | Woonhuis                  | eerste helft 17e eeuw                                                         |                      | Korte Begijnestraat 14 - 16                                  | 52° 22' 55" NB, 4° 38' 23" OL | 19478  | Pand met lijstgevel, geverfd met deels natuurstenen blokken op de hoeken |
| Pand met topgevel, intact | Werk-woonhuis             | 17e eeuw                                                                      |                      | Korte Houtstraat 12                                          | 52° 22' 37" NB, 4° 37' 49" OL | 19482  | Meer afbeeldingen |
| Pand met topgevel met dodekop bewerkt | Woonhuis                  | midden 17e eeuw                                                               |                      | Korte Houtstraat 2                                           | 52° 22' 37" NB, 4° 37' 48" OL | 19483  | Meer afbeeldingen |
| Pand met rechte kroonlijst | Woonhuis                  | begin 19e eeuw                                                                |                      | Korte Houtstraat 14                                          | 52° 22' 37" NB, 4° 37' 49" OL | 19484  | Meer afbeeldingen |
| Pand met rechte kroonlijst, einde 18e eeuw | Woonhuis                  | eind 18e eeuw                                                                 |                      | Korte Houtstraat 16                                          | 52° 22' 37" NB, 4° 37' 50" OL | 19485  | Meer afbeeldingen |
| Woonhuis, top gesloopt, inwendige betimmeringen uit de bouwtijd | Woonhuis                  | 17e eeuw                                                                      |                      | Korte Jansstraat 2                                           | 52° 23' 2" NB, 4° 38' 19" OL  | 19486  | Meer afbeeldingen |
| Pand met witgepleisterde lijstgevel | Woonhuis                  | 17e eeuw (oorsprong)                                                          |                      | Korte Jansstraat 10                                          | 52° 23' 2" NB, 4° 38' 20" OL  | 19487  | Pand met witgepleisterde lijstgevel |
| Korte Wijngaardstraat 2 | Woonhuis                  | midden 17e eeuw                                                               |                      | Korte Wijngaardstraat 2                                      | 52° 23' 2" NB, 4° 38' 14" OL  | 19496  | Meer afbeeldingen |
| Pand met gepleisterde trapgevel, bovenste trappen zijn verloren gegaan, beneden-pui intact | Woonhuis                  |                                                                               |                      | Korte Wijngaardstraat 8                                      | 52° 23' 1" NB, 4° 38' 14" OL  | 19497  | Meer afbeeldingen |
| Twee kleine gekoppelde trapgevels, toppen rustend op consoles | Woonhuis                  | begin 17e eeuw                                                                |                      | Korte Wijngaardstraat 12 - 14 (hk. Pieterstraat)             | 52° 23' 0" NB, 4° 38' 14" OL  | 19498  | Meer afbeeldingen |
| Voormalige Diaconiehuis | Gezondheidszorg           | 1768-1786                                                                     |                      | Koudenhorn 2                                                 | 52° 23' 3" NB, 4° 38' 28" OL  | 19499  | Meer afbeeldingen |
| Pand met eenvoudige klokgevel | Woonhuis                  | 18e eeuw                                                                      |                      | Koudenhorn 20                                                | 52° 22' 59" NB, 4° 38' 29" OL | 19500  | Meer afbeeldingen |
| Pand met puntgevel in Haarlemse trant (oorspronkelijk trapgevel) | Woonhuis                  |                                                                               |                      | Koudenhorn 22 (hk. Kokstraat)                                | 52° 22' 59" NB, 4° 38' 29" OL | 19501  | Meer afbeeldingen |
| Pand met brede lijstgevel, kroonlijst door consoles gedragen, brede ingang, versierde voordeur met bovenlicht | Woonhuis                  | midden 18e eeuw                                                               |                      | Koudenhorn 32                                                | 52° 22' 58" NB, 4° 38' 31" OL | 19502  | Meer afbeeldingen |
| Pand met lijstgevel bij nr 32 aansluitend en daaraan gelijk, slechts smaller | Woonhuis                  | midden 18e eeuw                                                               |                      | Koudenhorn 34                                                | 52° 22' 58" NB, 4° 38' 31" OL | 19503  | Meer afbeeldingen |
| Pand met lijstgevel | Woonhuis                  | 19e eeuw                                                                      |                      | Koudenhorn 40                                                | 52° 22' 58" NB, 4° 38' 31" OL | 19504  | Meer afbeeldingen |
| Pand met lijstgevel | Werk-woonhuis             | 19e eeuw                                                                      |                      | Koudenhorn 42                                                | 52° 22' 58" NB, 4° 38' 32" OL | 19505  | Meer afbeeldingen |
| Pand met lijstgevel, beneden gemoderniseerde onderpui, bovenverdieping met hoge bogen met blokken, eveneens de randen geblokt                                                                                             | Werk-woonhuis             | eerste helft 17e eeuw                                                         |                      | Koudenhorn 44                                                | 52° 22' 57" NB, 4° 38' 32" OL | 19506  | Meer afbeeldingen |
| Teylershofje | Sociale zorg, liefdadigh. | 1785-1787                                                                     | H. Leendert          | Koudenhorn 64 A t/m Z                                        | 52° 22' 55" NB, 4° 38' 36" OL | 19507  | Meer afbeeldingen |
| Pand met gekoppelde dubbele trapgevel met dodekop behandeld | Woonhuis                  |                                                                               |                      | Koudenhorn 66 - 68                                           | 52° 22' 55" NB, 4° 38' 36" OL | 19508  | Meer afbeeldingen |
| Pand met klokgevel, stalgebouw, getande lijst boven de ingang | Opslag                    | 18e eeuw                                                                      |                      | Koudenhorn 70                                                | 52° 22' 55" NB, 4° 38' 37" OL | 19509  | Meer afbeeldingen |
| Pand met rechte kroonlijst en 19e-eeuwse winkelpui, aan de groenmarktzijde gepleisterd | Woonhuis                  | 17e eeuw                                                                      |                      | Krocht 6 (hk. Nieuwe Groenmarkt)                             | 52° 22' 59" NB, 4° 38' 5" OL  | 19510  | Meer afbeeldingen |
| Pand met twee gelijke trapgevels met dubbeltoppinakels rustend op consoles met leeuwenmaskers, bekroond door driehoekig fronton met gebeeldhouwde gevleugelde engelenkop                                                  | Woonhuis                  |                                                                               |                      | Krocht 8 - 8A                                                | 52° 22' 58" NB, 4° 38' 5" OL  | 19511  | Meer afbeeldingen |
| Pand met geverfde gevel met rechte kroonlijst en laag zadeldak, moderne onderpui | Woonhuis                  | 18e eeuw                                                                      |                      | Krocht 10 - 10A                                              | 52° 22' 58" NB, 4° 38' 6" OL  | 19512  | Meer afbeeldingen |
| Pand met lijstgevel | Werk-woonhuis             | 18e eeuw                                                                      |                      | Krocht 12 - 12 rd                                            | 52° 22' 58" NB, 4° 38' 6" OL  | 19513  | Meer afbeeldingen |
| Pand met rechte kroonlijst met deels de oude kruiskozijnen | Woonhuis                  | eind 16e eeuw                                                                 |                      | Kromme Elleboogsteeg 13 - 15                                 | 52° 22' 56" NB, 4° 38' 4" OL  | 19514  | Meer afbeeldingen |
| Pand met tuitgevel | Woonhuis                  | 17e eeuw                                                                      |                      | Kromme Elleboogsteeg 19                                      | 52° 22' 56" NB, 4° 38' 5" OL  | 19515  | Meer afbeeldingen |
| Pakhuis, oude roede-indeling, gevel met rechte kroonlijst | Woonhuis                  | 17e eeuw                                                                      |                      | Kromme Elleboogsteeg 21                                      | 52° 22' 55" NB, 4° 38' 4" OL  | 19516  | Meer afbeeldingen |
| Pakhuis, gevel met rechte kroonlijst, oude roedenverdeling | Woonhuis                  | 17e eeuw                                                                      |                      | Kromme Elleboogsteeg 14(?)                                   | 52° 22' 56" NB, 4° 38' 4" OL  | 19517  | Meer afbeeldingen |
| Pand met rechte kroonlijst, bogen boven de vensters | Woonhuis                  | 17e eeuw                                                                      |                      | Kromme Elleboogsteeg 16(?)                                   | 52° 22' 56" NB, 4° 38' 4" OL  | 19518  | Meer afbeeldingen |
| Pand met rechte kroonlijst | Woonhuis                  | 18e eeuw                                                                      |                      | Kruisstraat 1                                                | 52° 23' 5" NB, 4° 38' 10" OL  | 19519  | Pand met rechte kroonlijst |
| Pand met gepleisterde klokgevel | Werk-woonhuis             | 18e eeuw                                                                      |                      | Kruisstraat 23                                               | 52° 23' 2" NB, 4° 38' 9" OL   | 19520  | Meer afbeeldingen |
| Pand met geverfde lijstgevel | Werk-woonhuis             | 18e eeuw                                                                      |                      | Kruisstraat 29                                               | 52° 23' 2" NB, 4° 38' 9" OL   | 19521  | Meer afbeeldingen |
| Pand met klokgevel, gepleisterd, met houten gaper | Woonhuis                  | eerste helft 18e eeuw                                                         |                      | Kruisstraat 31 (hk. Nieuwe Kruisstraat)                      | 52° 23' 2" NB, 4° 38' 9" OL   | 19522  | Meer afbeeldingen |
| Pand met klokgevel | Werk-woonhuis             | tweede helft 18e eeuw                                                         |                      | Kruisstraat 37                                               | 52° 23' 1" NB, 4° 38' 9" OL   | 19523  | Meer afbeeldingen |
| Statig patriciershuis, brede kroonlijst met triglyfen en console met geblokte pilasters, gebeeldhouwde middentravee met terzijde van raam 1e verdieping sfinxen; fraai opzetstuk met vazen                                | Woonhuis                  | midden 18e eeuw                                                               |                      | Kruisstraat 45                                               | 52° 23' 0" NB, 4° 38' 8" OL   | 19524  | Meer afbeeldingen |
| Statig patriciershuis, brede gevel, kroonlijst rustend op consoles. Middentravee met beeldhouwwerk versierd. Moderne winkelpui                                                                                            | Woonhuis                  |                                                                               |                      | Kruisstraat 51 / 53                                          | 52° 22' 59" NB, 4° 38' 7" OL  | 19525  | Meer afbeeldingen |
| Pand met gevel met rechte kroonlijst | Werk-woonhuis             | tweede helft 18e eeuw                                                         |                      | Kruisstraat 12                                               | 52° 23' 4" NB, 4° 38' 9" OL   | 19526  | Meer afbeeldingen |
| Pand met lijstgevel | Woonhuis                  | eerste helft 18e eeuw                                                         |                      | Kruisstraat 14                                               | 52° 23' 3" NB, 4° 38' 9" OL   | 19527  | Meer afbeeldingen |
| Hofje van Oorschot | Sociale zorg, liefdadigh. | 1769 1973 (rest.)                                                             |                      | Kruisstraat 44 A t/m M                                       | 52° 22' 60" NB, 4° 38' 4" OL  | 19528  | Meer afbeeldingen |
| Pand met gepleisterd trapgeveltje | Woonhuis                  | midden 17e eeuw                                                               |                      | Lange Annastraat 29 - 31                                     | 52° 22' 41" NB, 4° 37' 50" OL | 19529  | Meer afbeeldingen |
| Pand aansluitend bij panden aan het nieuwekerksplein behorende tot het proveniershof | Woonhuis                  | einde 17e eeuw of begin 18e eeuw                                              |                      | Lange Annastraat 39                                          | 52° 22' 40" NB, 4° 37' 49" OL | 19530  | Meer afbeeldingen |
| Pand met gepleisterde gehavende klokgevel, aan de achterzijde topgevel 17e eeuw | Woonhuis                  | 17e eeuw                                                                      |                      | Lange Annastraat 14                                          | 52° 22' 43" NB, 4° 37' 51" OL | 19531  | Meer afbeeldingen |
| Hofje van Guurtje de Waal | Woonhuis                  | 1616 (stichting) 1661 (vergroting) 1783 (vernieuwd) ca. 1980 (verb.)          |                      | Lange Annastraat 40 A t/m H                                  | 52° 22' 41" NB, 4° 37' 50" OL | 19532  | Meer afbeeldingen |
| Pand met gepleisterde lijstgevel | Woonhuis                  | 18e eeuw                                                                      |                      | Lange Begijnestraat 1                                        | 52° 22' 56" NB, 4° 38' 21" OL | 19533  | Pand met gepleisterde lijstgevel |
| Pand met klokgevel, verder gepleisterde lijstgevel | Woonhuis                  | 18e eeuw                                                                      |                      | Lange Begijnestraat 3 (hk. Korte Begijnestraat 1)            | 52° 22' 56" NB, 4° 38' 21" OL | 19534  | Pand met klokgevel, verder gepleisterde lijstgevel |
| Pand met klokgevel 18e eeuw | Woonhuis                  | 18e eeuw                                                                      |                      | Lange Begijnestraat 6 (hk. Lombardsteeg)                     | 52° 22' 56" NB, 4° 38' 20" OL | 19535  | Meer afbeeldingen |
| Pand met gepleisterde klokgevel | Woonhuis                  | 18e eeuw                                                                      |                      | Lange Begijnestraat 8 (hk. Lombardsteeg)                     | 52° 22' 56" NB, 4° 38' 20" OL | 19536  | Pand met gepleisterde klokgevel |
| Pand met klokgevel | Woonhuis                  | 18e eeuw                                                                      |                      | Lange Begijnestraat 12                                       | 52° 22' 55" NB, 4° 38' 20" OL | 19537  | Meer afbeeldingen |
| Pand met gepleisterde lijstgevel | Woonhuis                  | 18e eeuw                                                                      |                      | Lange Begijnestraat 14                                       | 52° 22' 55" NB, 4° 38' 20" OL | 19538  | Pand met gepleisterde lijstgevel |
| Pand met smalle trapgevel, eindigend in halfrond bovenstuk | Woonhuis                  | 1610                                                                          |                      | Lange Begijnestraat 16                                       | 52° 22' 55" NB, 4° 38' 20" OL | 19539  | Pand met smalle trapgevel, eindigend in halfrond bovenstuk |
| Pand met lijstgevel, zadel in topgevel eindigend, beneden deels verbouwd | Woonhuis                  | 17e eeuw                                                                      |                      | Lange Begijnestraat 22 A - 22B- 22C                          | 52° 22' 54" NB, 4° 38' 19" OL | 19540  | Meer afbeeldingen |
| Pand met klokgevel, beneden pui intact | Woonhuis                  | 18e eeuw                                                                      |                      | Lange Begijnestraat 26                                       | 52° 22' 54" NB, 4° 38' 19" OL | 19541  | Meer afbeeldingen |
| Pand met lijstgevel onder zadeldak | Woonhuis                  | 18e eeuw                                                                      |                      | Lange Begijnestraat 30                                       | 52° 22' 53" NB, 4° 38' 18" OL | 19542  | Meer afbeeldingen |
| Pand met lijstgevel | Woonhuis                  | 17e eeuw                                                                      |                      | Klokhuisplein 4 (voormalige Lange Begijnestraat 34)          | 52° 22' 53" NB, 4° 38' 18" OL | 19543  | Pand met lijstgevel |
| Pand met gepleisterde klokgevel, kleine roeden | Woonhuis                  | 18e eeuw                                                                      |                      | Lange Hofstraat 10                                           | 52° 22' 36" NB, 4° 38' 10" OL | 19544  | Meer afbeeldingen |
| Pand met gevel met kroonlijst | Woonhuis                  | 17e eeuw (bouw) 19e eeuw (verb.)                                              |                      | Lange Lakenstraat 16                                         | 52° 22' 42" NB, 4° 37' 45" OL | 19545  | Meer afbeeldingen |
| Pand met klokgevel gedodekopt 18e eeuw | Woonhuis                  | 18e eeuw                                                                      |                      | Lange Margarethastraat 10 (hk. Korte Margarethastraat 24)    | 52° 23' 3" NB, 4° 38' 5" OL   | 19546  | Meer afbeeldingen |
| Pand met klokgevel | Woonhuis                  | 18e eeuw                                                                      |                      | Lange Margarethastraat 12                                    | 52° 23' 3" NB, 4° 38' 5" OL   | 19547  | Meer afbeeldingen |
| Pand met gepleisterde klokgevel onder hoog zadeldak | Woonhuis                  | 18e eeuw                                                                      |                      | Lange Margarethastraat 48 (hk. Ursulastraat)                 | 52° 23' 0" NB, 4° 38' 3" OL   | 19548  | Meer afbeeldingen |
| Pand, bestaande uit twee gekoppelde tuitgevels, gepleisterd | Woonhuis                  | 17e eeuw                                                                      |                      | Lange Veerstraat 27 - 29                                     | 52° 22' 48" NB, 4° 38' 16" OL | 19549  | Meer afbeeldingen |
| Pand met gepleisterde topgevel | Opslag                    | 17e eeuw                                                                      |                      | Lange Veerstraat 22                                          | 52° 22' 48" NB, 4° 38' 15" OL | 19550  | Meer afbeeldingen |
| Hofje In den Groenen Tuin | Sociale zorg, liefdadigh. | 1616 1885 (herb.)                                                             |                      | Lange Veerstraat 24 (Warmoesstraat 23)                       | 52° 22' 49" NB, 4° 38' 12" OL | 19551  | Meer afbeeldingen |
| Pand met sobere gevel met kroonlijst | Woonhuis                  | 18e eeuw                                                                      |                      | Lange Veerstraat 34                                          | 52° 22' 47" NB, 4° 38' 15" OL | 19552  | Pand met sobere gevel met kroonlijst |
| Broodkantoor | Sociale zorg, liefdadigh. | 17e eeuw                                                                      |                      | Lange Veerstraat                                             | 52° 22' 48" NB, 4° 38' 17" OL | 19553  | Meer afbeeldingen |
| Huis tegen de grote kerk aan gebouwd met rechte kroonlijst, leien dakbedekking, kleine roeden in schuiframen | Vanwege onderdelen kerk   | tweede helft 18e eeuw                                                         |                      | Lepelstraat 1                                                | 52° 22' 52" NB, 4° 38' 11" OL | 19556  | Meer afbeeldingen |
| Huis tegen de grote kerk aan gebouwd met rechte kroonlijst, leien dakbedekking, kleine roeden in schuiframen | Vanwege onderdelen kerk   | tweede helft 18e eeuw                                                         |                      | Lepelstraat 5                                                | 52° 22' 51" NB, 4° 38' 11" OL | 19557  | Meer afbeeldingen |
| De Doelen | Vanwege onderdelen kerk   | 1612                                                                          |                      | Gasthuisstraat 32                                            | 52° 22' 49" NB, 4° 37' 52" OL | 19558  | Meer afbeeldingen |
| Eenvoudige pand op de hoek van de ceciliasteeg | Woonhuis                  | 17e-18e eeuw                                                                  |                      | Morinnesteeg 2                                               | 52° 22' 59" NB, 4° 38' 14" OL | 19559  | Eenvoudige pand op de hoek van de ceciliasteeg |
| Pand met tuitgevel, gepleisterd | Woonhuis                  | 17e eeuw                                                                      |                      | Nassaulaan hoek Ursulastraat 2 (zie RM19800)                 | 52° 23' 1" NB, 4° 37' 60" OL  | 19560  | Meer afbeeldingen |
| Pand met lijstgevel met poortje en ovaal gemetseld bovenlicht | Woonhuis                  | 17e eeuw 19e eeuw (bovenverdieping)                                           |                      | Nassaulaan 33                                                | 52° 23' 1" NB, 4° 37' 57" OL  | 19561  | Meer afbeeldingen |
| Pand met gepleisterde trapgevel met ontlastingsbogen boven de vensters, midden pinakeltop rustend op console met gebeeldhouwde kop 1e helft 17e eeuw                                                                      | Woonhuis                  | eerste helft 17e eeuw                                                         |                      | Nassaulaan 8                                                 | 52° 22' 58" NB, 4° 37' 57" OL | 19562  | Meer afbeeldingen |
| Pand met lijstgevel | Woonhuis                  | 17e eeuw                                                                      |                      | Nassaulaan 2                                                 | 52° 22' 58" NB, 4° 37' 57" OL | 19563  | Meer afbeeldingen |
| Pand met trapgevel, bovenstuk vernieuwd | Woonhuis                  | 17e eeuw                                                                      |                      | Nassaulaan 14                                                | 52° 22' 59" NB, 4° 37' 57" OL | 19564  | Meer afbeeldingen |
| Pand met fraaie klokgevel met pilasters, in midden travee nis met schelp, driehoekig fronton bekroond de gevel, gemetselde rechte afdekkingen boven vensters met uitspringende gemetselde blokken                         | Woonhuis                  | midden 17e eeuw                                                               |                      | Nassaulaan 16                                                | 52° 22' 59" NB, 4° 37' 57" OL | 19565  | Meer afbeeldingen |
| Lage woning met rechte gootlijst | Woonhuis                  | 18e eeuw                                                                      |                      | Nieuw Heiligland 2                                           | 52° 22' 38" NB, 4° 37' 59" OL | 19566  | Meer afbeeldingen |
| Pand met lijstgevel | Woonhuis                  | 19e eeuw                                                                      |                      | Nieuw Heiligland 4                                           | 52° 22' 38" NB, 4° 37' 59" OL | 19567  | Meer afbeeldingen |
| Pand met halsgevel, deels gepleisterd | Woonhuis                  | 17e eeuw                                                                      |                      | Nieuw Heiligland 6                                           | 52° 22' 38" NB, 4° 37' 60" OL | 19568  | Meer afbeeldingen |
| Pand met klokgevel | Woonhuis                  | 18e eeuw                                                                      |                      | Nieuw Heiligland 10                                          | 52° 22' 37" NB, 4° 38' 0" OL  | 19569  | Meer afbeeldingen |
| Pand met lijstgevel | Woonhuis                  | 18e eeuw                                                                      |                      | Nieuw Heiligland 12                                          | 52° 22' 37" NB, 4° 38' 0" OL  | 19570  | Meer afbeeldingen |
| Pand met lijstgevel | Woonhuis                  | 19e eeuw                                                                      |                      | Nieuw Heiligland 14                                          | 52° 22' 37" NB, 4° 38' 1" OL  | 19571  | Meer afbeeldingen |
| Pand met rechte kroonlijst en hoog zadeldak, in oorsprong 16e eeuw | Woonhuis                  | 16e eeuw (oorsprong)                                                          |                      | Nieuwe Groenmarkt 1 (hk. Krocht 16)                          | 52° 22' 59" NB, 4° 38' 5" OL  | 19608  | Meer afbeeldingen |
| Pand met rechte kroonlijst, houten ingangsomlijsting met zijlichten en gebeeldhouwde deur | Woonhuis                  | 18e eeuw                                                                      |                      | Nieuwe Groenmarkt 49                                         | 52° 22' 57" NB, 4° 38' 2" OL  | 19609  | Pand met rechte kroonlijst, houten ingangsomlijsting met zijlichten en gebeeldhouwde deur |
| Groenmarktkerk | Kerk en kerkonderdeel     | 1843                                                                          | T.F. Suys            | Nieuwe Groenmarkt 16                                         | 52° 22' 58" NB, 4° 38' 1" OL  | 19610  | Meer afbeeldingen |
| Pand met klokgevel aan weerszijden uitgebouwde vleugels met rechte kroonlijsten, waarin zich toegangen bevinden | Woonhuis                  | tweede helft 17e eeuw                                                         |                      | Nieuwe Groenmarkt 22                                         | 52° 22' 57" NB, 4° 38' 1" OL  | 19611  | Meer afbeeldingen |
| Pand met gepleisterde lage trapgevel | Woonhuis                  | aanvang 17e eeuw                                                              |                      | Nieuwe Kerksplein 16                                         | 52° 22' 39" NB, 4° 37' 45" OL | 19612  | Meer afbeeldingen |
| Pand met gepleisterde lijstgevel onder zadeldak | Woonhuis                  | 17e eeuw of van oudere oorsprong                                              |                      | Nieuwe Kerksplein 22                                         | 52° 22' 38" NB, 4° 37' 45" OL | 19613  | Meer afbeeldingen |
| Pand met gepleisterde lijstgevel onder zadeldak | Woonhuis                  | 17e eeuw of van oudere oorsprong                                              |                      | Nieuwe Kerksplein 24                                         | 52° 22' 38" NB, 4° 37' 45" OL | 19614  | Meer afbeeldingen |
| Pand met gepleisterde lijstgevel onder zadeldak | Woonhuis                  | 17e eeuw of van oudere oorsprong                                              |                      | Nieuwe Kerksplein 26                                         | 52° 22' 38" NB, 4° 37' 46" OL | 19615  | Meer afbeeldingen |
| Nieuwe Kerk | Kerk en kerkonderdeel     | 1613 (bouw) 1645/9 (herbouwd)                                                 |                      | Nieuwe Kerksplein 36                                         | 52° 22' 38" NB, 4° 37' 47" OL | 19616  | Meer afbeeldingen |
| Proveniershof | Sociale zorg, liefdadigh. | eind 17e/begin 18e eeuw (poort)                                               |                      | Nieuwe Kerksplein 11 - 13 -15 - 17                           | 52° 22' 39" NB, 4° 37' 49" OL | 19617  | Meer afbeeldingen |
| Lage huisjes tegen de Grote Kerk aan gebouwd | Vanwege onderdelen kerk   |                                                                               |                      | Oude Groenmarkt 1 t/m 23                                     | 52° 22' 51" NB, 4° 38' 13" OL | 19618  | Meer afbeeldingen |
| Huisjes tegen de Vleeshal | Opslag                    |                                                                               |                      | Oude Groenmarkt                                              | 52° 22' 52" NB, 4° 38' 11" OL | 19619  | Huisjes tegen de Vleeshal |
| Onderkelderd hoekpand met verdieping onder pannen schilddak en met omlopende kroonlijst | Werk-woonhuis             | 18e eeuw                                                                      |                      | Oude Groenmarkt 2 (hk. Warmoesstraat)                        | 52° 22' 51" NB, 4° 38' 12" OL | 19620  | Meer afbeeldingen |
| Onderkelderd woonhuis met voor- en achterhuis onder pannen schilddaken | Werk-woonhuis             | 17e eeuw                                                                      |                      | Oude Groenmarkt 4                                            | 52° 22' 51" NB, 4° 38' 12" OL | 19621  | Meer afbeeldingen |
| Pand met klokgevel met horizontale banden, bekroond door driehoekig fronton met vazen op de hoeken | Werk-woonhuis             | eind 17e eeuw                                                                 |                      | Oude Groenmarkt 14                                           | 52° 22' 50" NB, 4° 38' 14" OL | 19622  | Pand met klokgevel met horizontale banden, bekroond door driehoekig fronton met vazen op de hoeken |
| Pand met trapgevel, sterk gerestaureerd | Woonhuis                  |                                                                               |                      | Oude Groenmarkt 16                                           | 52° 22' 50" NB, 4° 38' 14" OL | 19623  | Pand met trapgevel, sterk gerestaureerd |
| Pand met lijstgevel met fraai gesneden consoles | Woonhuis                  | 18e eeuw                                                                      |                      | Oude Groenmarkt 22A                                          | 52° 22' 50" NB, 4° 38' 15" OL | 19624  | Pand met lijstgevel met fraai gesneden consoles |
| Fraaie gevel met verhoogd middenstuk, gebeeldhouwde zijstukken, gebogen fronton bekroning, gedodekopte muren, moderne winkelpui                                                                                           | Woonhuis                  | 19e eeuw (winkelpui)                                                          |                      | Oude Groenmarkt 24                                           | 52° 22' 50" NB, 4° 38' 16" OL | 19625  | Fraaie gevel met verhoogd middenstuk, gebeeldhouwde zijstukken, gebogen fronton bekroning, gedodekopte muren, moderne winkelpui                                                                                           |
| Pand met gepleisterde gevel onder rechte kroonlijst | Woonhuis                  | waarschijnlijk 17e/18e eeuw                                                   |                      | Omvalspoort 1                                                | 52° 22' 41" NB, 4° 38' 2" OL  | 19626  | Meer afbeeldingen |
| Pand met gepleisterde gevel onder rechte kroonlijst | Woonhuis                  | waarschijnlijk 17e/18e eeuw                                                   |                      | Omvalspoort 3                                                | 52° 22' 41" NB, 4° 38' 2" OL  | 19627  | Meer afbeeldingen |
| Pand met gepleisterde gevel onder rechte kroonlijst | Woonhuis                  | waarschijnlijk 17e/18e eeuw                                                   |                      | Omvalspoort 5                                                | 52° 22' 41" NB, 4° 38' 2" OL  | 19628  | Meer afbeeldingen |
| Pand met gepleisterde lijstgevel | Woonhuis                  | 17e eeuw                                                                      |                      | Omvalspoort 7                                                | 52° 22' 41" NB, 4° 38' 2" OL  | 19629  | Meer afbeeldingen |
| Pand met gepleisterde lijstgevel | Woonhuis                  | 17e eeuw                                                                      |                      | Omvalspoort 9                                                | 52° 22' 40" NB, 4° 38' 2" OL  | 19630  | Meer afbeeldingen |
| Pand met lage lijstgevel | Woonhuis                  | 17e eeuw                                                                      |                      | Omvalspoort 11                                               | 52° 22' 40" NB, 4° 38' 2" OL  | 19631  | Meer afbeeldingen |
| Pand met lijstgevel | Woonhuis                  | 17e eeuw                                                                      |                      | Omvalspoort 4                                                | 52° 22' 41" NB, 4° 38' 1" OL  | 19632  | Pand met lijstgevel |
| Pand met gepleisterde lijstgevel | Woonhuis                  | 17e eeuw                                                                      |                      | Omvalspoort 6                                                | 52° 22' 40" NB, 4° 38' 2" OL  | 19633  | Meer afbeeldingen |
| Pand met gepleisterde lijstgevel | Woonhuis                  | 17e eeuw                                                                      |                      | Omvalspoort 8                                                | 52° 22' 40" NB, 4° 38' 2" OL  | 19634  | Meer afbeeldingen |
| Pand met gepleisterde lijstgevel | Woonhuis                  | 17e eeuw                                                                      |                      | Omvalspoort 10                                               | 52° 22' 40" NB, 4° 38' 2" OL  | 19635  | Meer afbeeldingen |
| Pand met gepleisterde lijstgevel | Woonhuis                  | 17e eeuw                                                                      |                      | Omvalspoort 12                                               | 52° 22' 40" NB, 4° 38' 2" OL  | 19636  | Meer afbeeldingen |
| Langgerekt pand zonder verdieping onder dwarsgeplaatst pannen zadeldak met dakkapellen, opgetrokken in baksteen | Woonhuis                  | 1868                                                                          |                      | Peuzelaarsteeg                                               | 52° 22' 46" NB, 4° 38' 6" OL  | 19659  | Langgerekt pand zonder verdieping onder dwarsgeplaatst pannen zadeldak met dakkapellen, opgetrokken in baksteen |
| Pand, ter huisvesting van de oude catechisatiekamer (thans kamer Fonds Van Zanten), in versoberde neo-Renaissance trant uitgevoerd vertrek met balkenzoldering en hoge lambrisering waarboven imitatie-goudleerbespanning | Woonhuis                  | laat 19e eeuw                                                                 |                      | Peuzelaarsteeg 3 t/o (voormalige catechesatiekamer)          | 52° 22' 47" NB, 4° 38' 5" OL  | 19660  | Pand, ter huisvesting van de oude catechisatiekamer (thans kamer Fonds Van Zanten), in versoberde neo-Renaissance trant uitgevoerd vertrek met balkenzoldering en hoge lambrisering waarboven imitatie-goudleerbespanning |
| Verdiepingsloos, plat afgedekt pand, opgetrokken in baksteen met natuurstenen sokkel, voorzien van een drietal zesruits (Empire) schuifvensters en een kroonlijst                                                         | Woonhuis                  | laat 19e eeuw                                                                 |                      | Peuzelaarsteeg                                               | 52° 22' 46" NB, 4° 38' 5" OL  | 19661  | Verdiepingsloos, plat afgedekt pand, opgetrokken in baksteen met natuurstenen sokkel, voorzien van een drietal zesruits (Empire) schuifvensters en een kroonlijst                                                         |
| Verdiepingloos pand gebouwd ter huisvesting van de kerkeraadskamer onder dwarsgeplaatst pannen zadeldak, opgetrokken in baksteen                                                                                          | Woonhuis                  | laat 19e eeuw                                                                 |                      | Peuzelaarsteeg                                               | 52° 22' 46" NB, 4° 38' 5" OL  | 19662  | Verdiepingloos pand gebouwd ter huisvesting van de kerkeraadskamer onder dwarsgeplaatst pannen zadeldak, opgetrokken in baksteen                                                                                          |
| Kosterswoning | Woonhuis                  | mogelijk 18e eeuw                                                             |                      | Peuzelaarsteeg 3                                             | 52° 22' 46" NB, 4° 38' 5" OL  | 19663  | Meer afbeeldingen |
| Voormalige meisjesschool | Onderwijs en wetenschap   | 1883                                                                          | J. Leijh             | Prins Hendrikstraat 1                                        | 52° 22' 50" NB, 4° 37' 40" OL | 19664  | Meer afbeeldingen |
| Prinsenhof | Klooster, kloosteronderdl | tweede helft 18e eeuw (huidige aanzien)                                       |                      | Prinsenhof 7                                                 | 52° 22' 53" NB, 4° 38' 2" OL  | 19665  | Meer afbeeldingen |
| Pand met brede lijstgevel met geaccentueerde raamomlijstingen met versieringen | Klooster, kloosteronderdl | midden 19e eeuw                                                               |                      | Prinsenhof                                                   | 52° 22' 54" NB, 4° 38' 1" OL  | 19666  | Meer afbeeldingen |
| Voormalige Hortus Medicus, park met gesmede omheining en 18e-eeuws hek, beeld van Coster en de Vredestempel | Erfscheiding              | 17e/18e eeuw                                                                  |                      | Prinsenhof                                                   | 52° 22' 53" NB, 4° 38' 1" OL  | 19667  | Meer afbeeldingen |
| Pand met lijstgevel, gedodekopt | Woonhuis                  | 18e eeuw                                                                      |                      | Ravelingsteeg 13                                             | 52° 22' 39" NB, 4° 38' 2" OL  | 19669  | Meer afbeeldingen |
| Koetshuis en stallen van het er achter gelegen erf aan de Nieuwe Gracht, rechte lijstgevel | Werk-woonhuis             | 18e eeuw                                                                      |                      | Ridderstraat 13 - 15                                         | 52° 23' 3" NB, 4° 38' 13" OL  | 19670  | Meer afbeeldingen |
| Koetshuis en stallen van het er achter gelegen erf aan de Nieuwe Gracht, houtversierde middenpartij, grote staldeuren | Onderdeel woningen e.d.   |                                                                               |                      | Ridderstraat 19 - 21                                         | 52° 23' 3" NB, 4° 38' 14" OL  | 19671  | Meer afbeeldingen |
| Pand met klokgevel, gepleisterd | Woonhuis                  | 18e eeuw                                                                      |                      | Ridderstraat 35                                              | 52° 23' 3" NB, 4° 38' 17" OL  | 19672  | Meer afbeeldingen |
| Pand met trapgevel, gepleisterd en met quasi steen beschilderd, natuurstenen blokken boven vensters | Woonhuis                  | begin 17e eeuw                                                                |                      | Ridderstraat 16                                              | 52° 23' 3" NB, 4° 38' 12" OL  | 19673  | Meer afbeeldingen |
| D'liefde | Woonhuis                  | 17e eeuw                                                                      |                      | Ridderstraat 22                                              | 52° 23' 2" NB, 4° 38' 13" OL  | 19674  | Meer afbeeldingen |
| 't Geloof | Werk-woonhuis             | 17e eeuw                                                                      |                      | Ridderstraat 24                                              | 52° 23' 2" NB, 4° 38' 14" OL  | 19675  | Meer afbeeldingen |
| Pand met gepleisterde klokgevel | Woonhuis                  | 17e eeuw                                                                      |                      | Ridderstraat 28 (hk. Wijngaardstraat)                        | 52° 23' 2" NB, 4° 38' 14" OL  | 19676  | Meer afbeeldingen |
| Pand met geverfde lijstgevel, oorspronkelijk | Werk-woonhuis             | 17e eeuw (pand) 19e eeuw (onderpui)                                           |                      | Riviervismarkt 9                                             | 52° 22' 53" NB, 4° 38' 17" OL | 19677  | Meer afbeeldingen |
| Pand met klokgevel met voluten | Werk-woonhuis             | 18e eeuw                                                                      |                      | Riviervismarkt 17                                            | 52° 22' 53" NB, 4° 38' 18" OL | 19678  | Meer afbeeldingen |
| Pand met klokgevel met voluten, gedekt door driehoekig fronton | Werk-woonhuis             |                                                                               |                      | Riviervismarkt 19 (hk. Klokhuisplein 6)                      | 52° 22' 53" NB, 4° 38' 18" OL | 19679  | Meer afbeeldingen |
| Pand met klokgevel met vooruitspringend middenstuk, versierd met guirlandes van natuursteen, ter weerszijden vazen, halfrond fronton bekroont de gevel                                                                    | Woonhuis                  | begin 18e eeuw (verb.)                                                        |                      | Schagchelstraat 13                                           | 52° 22' 46" NB, 4° 38' 10" OL | 19680  | Pand met klokgevel met vooruitspringend middenstuk, versierd met guirlandes van natuursteen, ter weerszijden vazen, halfrond fronton bekroont de gevel                                                                    |
| Rondboog poortje "Hemelpoort" | Onderdeel woningen e.d.   | 17e eeuw                                                                      |                      | Schagchelstraat 35                                           | 52° 22' 44" NB, 4° 38' 8" OL  | 19681  | Meer afbeeldingen |
| Pand met klokgevel, beneden tot winkel verbouwd | Werk-woonhuis             | 18e eeuw                                                                      |                      | Schagchelstraat 39                                           | 52° 22' 43" NB, 4° 38' 8" OL  | 19682  | Meer afbeeldingen |
| Pand met lijstgevel | Winkel                    | 18e eeuw                                                                      |                      | Schagchelstraat 43 - 45                                      | 52° 22' 43" NB, 4° 38' 7" OL  | 19683  | Meer afbeeldingen |
| Pand met lijstgevel met versieringen, houten deuromlijsting | Woonhuis                  | tweede helft 18e eeuw                                                         |                      | Schagchelstraat 18                                           | 52° 22' 46" NB, 4° 38' 9" OL  | 19684  | Meer afbeeldingen |
| Pand met statig brede lijstgevel, deels de ramen met oude kleine roeden verdeling, aardige deuromlijsting, bovenlicht | Woonhuis                  | midden 18e eeuw                                                               |                      | Schagchelstraat 26                                           | 52° 22' 45" NB, 4° 38' 9" OL  | 19685  | Meer afbeeldingen |
| Pand met klokgevel met driehoekige frontonbekroning 1692, bloemen als voluten | Woonhuis                  | 1692                                                                          |                      | Schagchelstraat 42                                           | 52° 22' 44" NB, 4° 38' 8" OL  | 19686  | Meer afbeeldingen |
| Pand met rechte kroonlijst, beneden verbouwd | Woonhuis                  | aanvang 19e eeuw                                                              |                      | Smedestraat 1                                                | 52° 22' 59" NB, 4° 38' 7" OL  | 19690  | Meer afbeeldingen |
| Pand met rechte kroonlijst, beneden verbouwd | Woonhuis                  | aanvang 19e eeuw                                                              |                      | Smedestraat 3                                                | 52° 22' 59" NB, 4° 38' 8" OL  | 19691  | Meer afbeeldingen |
| Pand met rechte kroonlijst, consoles en metopen, houten ingangsomlijsting | Woonhuis                  | midden 18e eeuw                                                               |                      | Smedestraat 5                                                | 52° 22' 58" NB, 4° 38' 8" OL  | 19692  | Meer afbeeldingen |
| Pand met trapgevel, gepleisterd | Woonhuis                  | eerste helft 17 eeuw                                                          |                      | Smedestraat 15 (hk. Lange Wijngaardstraat 34)                | 52° 22' 57" NB, 4° 38' 9" OL  | 19693  | Meer afbeeldingen |
| Statig patriciershuis, gevel met rechte kroonlijst met gesneden consoles, houten ingangsomlijsting | Woonhuis                  | midden 18e eeuw                                                               |                      | Smedestraat 23 (hk. Morinnesteeg)                            | 52° 22' 56" NB, 4° 38' 10" OL | 19694  | Meer afbeeldingen |
| Smedestraat 33: Poortje met fraai gemetseld blind rondvenster | Grensafbakening           | tweede helft 17e eeuw                                                         |                      | Smedestraat 33                                               | 52° 22' 56" NB, 4° 38' 11" OL | 19695  | Meer afbeeldingen |
| Woonhuis met tuitgevel, oorspronkelijk voorzien van gebogen kroonlijst. Ondanks aantastingen toch van voldoende belang om door bescherming herstel na te streven                                                          | Woonhuis                  | 18e eeuw                                                                      |                      | Smedestraat 35                                               | 52° 22' 56" NB, 4° 38' 11" OL | 19696  | Meer afbeeldingen |
| Pand met trapgevel in haarlemse trant, natuursteen versieringen, blokken aan bogen en randen, toppinakel rustend op console boven kruisvenster                                                                            | Werk-woonhuis             | begin 17e eeuw                                                                |                      | Smedestraat 12                                               | 52° 22' 57" NB, 4° 38' 9" OL  | 19697  | Meer afbeeldingen |
| Gevel met rechte kroonlijst | Woonhuis                  | begin 19e eeuw                                                                |                      | Smedestraat 14                                               | 52° 22' 57" NB, 4° 38' 9" OL  | 19698  | Meer afbeeldingen |
| Pand met trapgevel in haarlemse trant met horizontale banden, natuursteen blokken, toppinakel rustend op console met engelenkop                                                                                           | Woonhuis                  | begin 17e eeuw                                                                |                      | Smedestraat 16 (hk. Schoutensteeg)                           | 52° 22' 56" NB, 4° 38' 9" OL  | 19699  | Meer afbeeldingen |
| Pand met fraaie in- en uitgezwenkte gevel, opzij moderne toevoeging | Werk-woonhuis             | eerste 17e eeuw                                                               |                      | Barteljorisstraat 1                                          | 52° 22' 58" NB, 4° 38' 7" OL  | 19700  | Meer afbeeldingen |
| Pand met gepleisterde gevel met rechte kroonlijst | Woonhuis                  | 17e eeuw of ouder                                                             |                      | Spekstraat 2                                                 | 52° 22' 51" NB, 4° 38' 10" OL | 19776  | Meer afbeeldingen |
| Pand met klokgevel, gebruikmaking van natuursteenblokken | Werk-woonhuis             | 17e eeuw                                                                      |                      | Spekstraat 3                                                 | 52° 22' 51" NB, 4° 38' 9" OL  | 19777  | Meer afbeeldingen |
| Pand met lijstgevel | Werk-woonhuis             | 18e eeuw                                                                      |                      | Spekstraat 4                                                 | 52° 22' 51" NB, 4° 38' 10" OL | 19778  | Meer afbeeldingen |
| Pand met lijstgevel | Werk-woonhuis             | 18e eeuw                                                                      |                      | Spekstraat 6                                                 | 52° 22' 51" NB, 4° 38' 10" OL | 19779  | Meer afbeeldingen |
| Pand met klokgevel met schuiframen van kleine roeden voorzien | Werk-woonhuis             | midden 18e eeuw                                                               |                      | Spekstraat 10                                                | 52° 22' 51" NB, 4° 38' 11" OL | 19780  | Meer afbeeldingen |
| Pand met lijstgevel | Werk-woonhuis             | 18e eeuw                                                                      |                      | Spekstraat 12                                                | 52° 22' 51" NB, 4° 38' 11" OL | 19781  | Meer afbeeldingen |
| Achterzijde Vleeshal; terzijde smalle gevel met fraaie natuurstenen ornamenten en poort behorend tot Vleeshal complex | Opslag                    |                                                                               |                      | Smalle gevel achterzijde Vleeshal                            | 52° 22' 51" NB, 4° 38' 10" OL | 19782  | Achterzijde Vleeshal; terzijde smalle gevel met fraaie natuurstenen ornamenten en poort behorend tot Vleeshal complex |
| Landhuis | Kasteel, buitenplaats     | 19e eeuw                                                                      |                      | Staten Bolwerk 1                                             | 52° 23' 22" NB, 4° 37' 57" OL | 19784  | Meer afbeeldingen |
| Chaletachtige grote villa | Woonhuis                  | midden 19e eeuw                                                               |                      | Staten Bolwerk 3 - 5                                         | 52° 23' 21" NB, 4° 38' 14" OL | 19785  | Chaletachtige grote villa |
| Station Haarlem | Transport                 | 1908                                                                          |                      | Stationsplein 5 t/m 11 (Station)                             | 52° 23' 16" NB, 4° 38' 17" OL | 19786  | Meer afbeeldingen |
| Pand met trapgevel, gedodekopt, met bogen en natuurstenen blokken boven de vensters versierd, haarlems type | Werk-woonhuis             | begin 17e eeuw                                                                |                      | Tuchthuisstraat 6                                            | 52° 22' 46" NB, 4° 37' 52" OL | 19787  | Meer afbeeldingen |
| Brouwershofje | Woonhuis                  | 1457 (stichting) 1586 (herb.) 1930 (verb.)                                    |                      | Tuchthuisstraat 8                                            | 52° 22' 46" NB, 4° 37' 52" OL | 19788  | Meer afbeeldingen |
| Groot woon- en bedrijfspand met hoge kap | Werk-woonhuis             | eerste kwart 17e eeuw                                                         |                      | Turfmarkt 2 (hk. Gedempte Oude Gracht 154 - 156)             | 52° 22' 40" NB, 4° 38' 16" OL | 19789  | Meer afbeeldingen |
| Pand met klokgevel, oorspronkelijk haarlemse gevel met blokken aan bogen en hoeken | Woonhuis                  |                                                                               |                      | Turfmarkt 4                                                  | 52° 22' 40" NB, 4° 38' 17" OL | 19790  | Meer afbeeldingen |
| Pand met lijstgevel | Woonhuis                  | 19e eeuw                                                                      |                      | Turfmarkt 6                                                  | 52° 22' 39" NB, 4° 38' 17" OL | 19791  | Meer afbeeldingen |
| Pand met haarlemse brede trapgevel met natuurstenen blokken aan bogen en hoeken, leeuwenkop console | Woonhuis                  | 17e eeuw                                                                      |                      | Turfmarkt 16 (hk. Burretstraat)                              | 52° 22' 38" NB, 4° 38' 18" OL | 19792  | Meer afbeeldingen |
| Pand met gepleisterde trapgevel, versierd met natuursteen blokken | Woonhuis                  | eerste helft 17e eeuw                                                         |                      | Turfsteeg 2                                                  | 52° 22' 45" NB, 4° 38' 13" OL | 19793  | Pand met gepleisterde trapgevel, versierd met natuursteen blokken |
| Pand met lijstgevel met deels oude roedenindeling, vensters | Woonhuis                  | 18e eeuw                                                                      |                      | Turfsteeg 5                                                  | 52° 22' 45" NB, 4° 38' 15" OL | 19794  | Meer afbeeldingen |
| Pand met gepleisterde topgevel | Werk-woonhuis             | 17e eeuw                                                                      |                      | Ursulastraat 1                                               | 52° 23' 1" NB, 4° 38' 0" OL   | 19795  | Meer afbeeldingen |
| Pand met gepleisterde klokgevel | Woonhuis                  | 18e eeuw                                                                      |                      | Ursulastraat 11                                              | 52° 23' 1" NB, 4° 38' 1" OL   | 19796  | Meer afbeeldingen |
| Pand met gepleisterde topgevel | Woonhuis                  | 17e eeuw                                                                      |                      | Ursulastraat 13                                              | 52° 23' 1" NB, 4° 38' 2" OL   | 19797  | Meer afbeeldingen |
| Pand met gepleisterd lijstgeveltje | Woonhuis                  | 17e eeuw                                                                      |                      | Ursulastraat 15                                              | 52° 23' 1" NB, 4° 38' 2" OL   | 19798  | Meer afbeeldingen |
| Pand met lage lijstgevel | Opslag                    | 1608 (fragment)                                                               |                      | Ursulastraat 21                                              | 52° 23' 1" NB, 4° 38' 2" OL   | 19799  | Meer afbeeldingen |
| Pand met tuitgevel aan de Nassaulaan | Woonhuis                  | 17e eeuw                                                                      |                      | Ursulastraat 2                                               | 52° 23' 1" NB, 4° 37' 60" OL  | 19800  | Pand met tuitgevel aan de Nassaulaan |
| Pakhuis, gevel met rechte kroonlijst | Woonhuis                  | 17e eeuw                                                                      |                      | Ursulastraat 4                                               | 52° 23' 1" NB, 4° 38' 0" OL   | 19801  | Meer afbeeldingen |
| Pand met rechte kroonlijst | Woonhuis                  | 18e eeuw                                                                      |                      | Ursulastraat 6                                               | 52° 23' 1" NB, 4° 38' 0" OL   | 19802  | Meer afbeeldingen |
| Isabella van Leeuwarden: Remonstrantshof van Leeuwarden, gesticht ter plaatse van het voormalige Ursula klooster, overblijfsels van dit klooster in het tegenwoordige gebouw opgenomen                                    | Sociale zorg, liefdadigh. | ca. 1445 / 1774 / 16e eeuw                                                    |                      | Ursulastraat 16 A t/m G                                      | 52° 23' 0" NB, 4° 38' 1" OL   | 19803  | Meer afbeeldingen |
| Pand met lijstgevel. t Gekroonde O. en W. Indis worstvat | Werk-woonhuis             | 18e eeuw                                                                      |                      | Verwulft                                                     | 52° 22' 47" NB, 4° 38' 1" OL  | 19806  | Meer afbeeldingen |
| Naast de kerk kosterij met trapgevel en kruisvensters, metselwerk met blokken versierd. Boogpoort in gotische trant met natuurstenen omlijstingen                                                                         | Woonhuis                  |                                                                               |                      | Vrouwestraat 10 (Kosterswoning)                              | 52° 22' 54" NB, 4° 38' 29" OL | 19809  | Naast de kerk kosterij met trapgevel en kruisvensters, metselwerk met blokken versierd. Boogpoort in gotische trant met natuurstenen omlijstingen                                                                         |
| Boogpoort in gotische trant met natuurstenen omlijstingen, toegang gevend tot de school | Grensafbakening           |                                                                               |                      | Vrouwestraat: boogpoort                                      | 52° 22' 54" NB, 4° 38' 29" OL | 19810  | Boogpoort in gotische trant met natuurstenen omlijstingen, toegang gevend tot de school |
| Bakenesserkerk, voorheen aan O.L. Vrouwe gewijd, thans Ned. Herv. Kerk | Kerk en kerkonderdeel     | 15e eeuw en later                                                             |                      | Vrouwestraat 10                                              | 52° 22' 54" NB, 4° 38' 30" OL | 19811  | Meer afbeeldingen |
| Woonhuis met verdieping onder dwars pannen zadeldak, met lijstgevel | Woonhuis                  | wellicht 18e eeuw                                                             |                      | Warmoesstraat 1 A t/m D                                      | 52° 22' 50" NB, 4° 38' 12" OL | 19820  | Meer afbeeldingen |
| Pand met lijstgevel | Werk-woonhuis             | eerste helft 19e eeuw                                                         |                      | Warmoesstraat 3                                              | 52° 22' 50" NB, 4° 38' 12" OL | 19821  | Meer afbeeldingen |
| Pand met klokgevel gezwenkt, voluten op de hoeken en door een driehoekig fronton bekroond | Werk-woonhuis             | begin 18e eeuw                                                                |                      | Warmoesstraat 5                                              | 52° 22' 50" NB, 4° 38' 12" OL | 19822  | Meer afbeeldingen |
| Pand met trapgevel, nieuw met fraaie gevelstenen en opschriften, grote leeuwenmaskers en een gevelsteen met voorstelling van de verloren zoon, anno 1605                                                                  | Werk-woonhuis             | 1605                                                                          |                      | Warmoesstraat 4                                              | 52° 22' 50" NB, 4° 38' 11" OL | 19823  | Meer afbeeldingen |
| Pand met lijstgevel, beneden verbouwd | Werk-woonhuis             |                                                                               |                      | Warmoesstraat 22                                             | 52° 22' 49" NB, 4° 38' 11" OL | 19824  | Meer afbeeldingen |
| Pand met gepleisterde lijstgevel | Werk-woonhuis             | 18e eeuw (pand) winkelpui (midden 19e eeuw)                                   |                      | Warmoesstraat 24                                             | 52° 22' 48" NB, 4° 38' 11" OL | 19825  | Meer afbeeldingen |
| Pand met gepleisterde lijstgevel | Woonhuis                  | 18e eeuw                                                                      |                      | Warmoesstraat 26                                             | 52° 22' 48" NB, 4° 38' 11" OL | 19826  | Meer afbeeldingen |
| Pand met gepleisterde lijstgevel | Werk-woonhuis             | 18e eeuw                                                                      |                      | Warmoesstraat 28                                             | 52° 22' 48" NB, 4° 38' 11" OL | 19827  | Meer afbeeldingen |
| Pand met gepleisterde lijstgevel | Woonhuis                  | 18e eeuw                                                                      |                      | Witte Herenstraat 49                                         | 52° 22' 59" NB, 4° 37' 54" OL | 19832  | Meer afbeeldingen |
| Luthers Hofje | Woonhuis                  | 1615 (stichting) 1648 (uitbr.) 1982 (rest.)                                   |                      | Witte Herenstraat 16 A t/m I                                 | 52° 23' 3" NB, 4° 37' 53" OL  | 19833  | Meer afbeeldingen |
| Evangelische Lutherse Kerk | Kerk en kerkonderdeel     | 1615                                                                          |                      | Witte Herenstraat 22 (Lutherse kerk)                         | 52° 23' 2" NB, 4° 37' 53" OL  | 19834  | Meer afbeeldingen |
| Frans Loenenhofje | Sociale zorg, liefdadigh. | 1607 (stichting)                                                              |                      | Witte Herenstraat 24 A t/m P                                 | 52° 23' 2" NB, 4° 37' 52" OL  | 19835  | Meer afbeeldingen |
| Pand met trapgeveltje | Woonhuis                  | 17e eeuw                                                                      |                      | Witte Herenstraat 26                                         | 52° 23' 0" NB, 4° 37' 54" OL  | 19836  | Pand met trapgeveltje |
| Pand met rechte kroonlijst, in deze gevel bevindt zich bovengenoemde poort nr 32, Coomanshof | Woonhuis                  | 18e eeuw                                                                      |                      | Witte Herenstraat 30                                         | 52° 23' 0" NB, 4° 37' 54" OL  | 19837  | Pand met rechte kroonlijst, in deze gevel bevindt zich bovengenoemde poort nr 32, Coomanshof |
| Hof van Bakenes | Sociale zorg, liefdadigh. | 1395 (aanleg) midden 17e eeuw (hofjeswoningen) 1663 (regentenkamer)           |                      | Wijde Appelaarsteeg 11 A t/m N                               | 52° 22' 53" NB, 4° 38' 23" OL | 19838  | Meer afbeeldingen |
| Pand met lijstgevel, met twee ingangen en houten deuromlijsting | Woonhuis                  | 18e eeuw                                                                      |                      | Zoetestraat 11                                               | 52° 22' 58" NB, 4° 37' 60" OL | 19839  | Meer afbeeldingen |
| Pand met lijstgevel | Woonhuis                  | 18e eeuw                                                                      |                      | Zoetestraat 13                                               | 52° 22' 58" NB, 4° 37' 59" OL | 19840  | Meer afbeeldingen |
| Luthers Weeshuis- en armenhuis | Sociale zorg, liefdadigh. | 18e eeuw                                                                      |                      | Zuiderstraat 18 (Gasthuisstraat 1A - 1B - 1C)                | 52° 22' 52" NB, 4° 37' 53" OL | 19843  | Luthers Weeshuis- en armenhuis |
| Pand met gepleisterde 18e-eeuwse gevel met zadeldak en rechte gootlijst, aansluitend op nr 3/5 | Woonhuis                  | 18e eeuw                                                                      |                      | Zijhuizen 7 (hk. Nieuwe Gracht 102)                          | 52° 23' 8" NB, 4° 38' 4" OL   | 19844  | Pand met gepleisterde 18e-eeuwse gevel met zadeldak en rechte gootlijst, aansluitend op nr 3/5 |
| Coomanshof | Vergadering en vereniging | 1611 (stichting) 1613 (opgeleverd) 1644 (uitbr.) 1871 (gedeeltelijk gesloopt) |                      | Witte Herenstraat 36A                                        | 52° 22' 60" NB, 4° 37' 54" OL | 34426  | Meer afbeeldingen |
| Woonhuis met voor- en achterhuis, elk met verdieping onder pannen schilddak | Woonhuis                  | 17e eeuw (oorsprong)                                                          |                      | Kokstraat 11/Bakenessergracht 33                             | 52° 22' 59" NB, 4° 38' 24" OL | 46920  | Meer afbeeldingen |
| Pastorie Remonstrantse Kerk | Kerkelijke dienstwoning   | 1886-1887                                                                     | A. van der Steur jr. | Oranjekade 1 (Pastorie)                                      | 52° 22' 49" NB, 4° 37' 38" OL | 471014 | Pastorie Remonstrantse Kerk |
| 't Wijnbergshofje | Sociale zorg, liefdadigh. | 1662                                                                          |                      | Barrevoetestraat 4 A t/m F (Wijnbergshofje)                  | 52° 22' 48" NB, 4° 37' 47" OL | 513351 | Meer afbeeldingen |
| Begrafenis Bos - De Vrijwillige | Woonhuis                  | 1870                                                                          | A. van der Steur     | Korte Begijnestraat 14                                       | 52° 22' 55" NB, 4° 38' 23" OL | 513352 | Meer afbeeldingen |
| Zuiderhofje | Sociale zorg, liefdadigh. | 1891-1892                                                                     | Ant.J. Salm G. Bzn   | Zuiderstraat 12 A t/m S (Zuiderhofje)                        | 52° 22' 52" NB, 4° 37' 51" OL | 513382 | Meer afbeeldingen |
| Dubbele villa in sobere eclectische trant | Woonhuis                  | 1869                                                                          | P. Jung              | Kennemerplein 11 - 13                                        | 52° 23' 20" NB, 4° 38' 22" OL | 513383 | Meer afbeeldingen |
| Villa in eclectische trant | Woonhuis                  | 1866                                                                          | L.P. Zocher          | Kennemerplein 3                                              | 52° 23' 20" NB, 4° 38' 18" OL | 513391 | Meer afbeeldingen |
| Villa in Eclectische trant | Woonhuis                  | 1865                                                                          | A. van der Steur     | Kennemerplein 1                                              | 52° 23' 21" NB, 4° 38' 15" OL | 513392 | Meer afbeeldingen |
| De klokhuistoren | Industrie                 | 1918                                                                          | D.E.L. van den Arend | Klokhuisplein 1 - 3 bij nr. (Klokhuistoren)                  | 52° 22' 52" NB, 4° 38' 19" OL | 513393 | Meer afbeeldingen |
| Woonhuis in de stijl van de neorenaissance | Woonhuis                  | 1891                                                                          | G. Haitsma Mulier    | Klokhuisplein 9                                              | 52° 22' 51" NB, 4° 38' 18" OL | 513394 | Meer afbeeldingen |
| Sigarenhandel met bijzonder winkelinterieur in Eclectische trant | Winkel                    | 1882                                                                          |                      | Kruisstraat 39 (Sigarenhandel)                               | 52° 23' 1" NB, 4° 38' 8" OL   | 513397 | Sigarenhandel met bijzonder winkelinterieur in Eclectische trant |
| Haarlemsche Melkinrichting Hartelus | Industrie                 | 1902                                                                          | Jacob van den Ban    | Kruisweg 70 (Haarlemse melkinrichting "Hartelust")           | 52° 23' 9" NB, 4° 38' 10" OL  | 513398 | Meer afbeeldingen |
| De Zon | Werk-woonhuis             | 1899                                                                          |                      | Korte Veerstraat 1 (De Zon)                                  | 52° 22' 47" NB, 4° 38' 15" OL | 513399 | De Zon |
| Woonblok in neo-Renaissance stijl | Woonhuis                  | 1886                                                                          |                      | Mauritsstraat 1 t/m 11                                       | 52° 22' 47" NB, 4° 37' 37" OL | 513402 | Meer afbeeldingen |
| Villa in Eclectische trant | Woonhuis                  | 1869                                                                          | J.H. van Ek          | Prinsen Bolwerk 1                                            | 52° 23' 19" NB, 4° 38' 28" OL | 513409 | Meer afbeeldingen |
| Villa in neoclassicistische trant | Woonhuis                  | 1865                                                                          | J. van Ek            | Prinsen Bolwerk 3                                            | 52° 23' 18" NB, 4° 38' 34" OL | 513410 | Villa in neoclassicistische trant |
| Vleugel van het Stedelijk Gymnasium | Onderwijs en wetenschap   | 1923-1924                                                                     | J.W.E. Buys          | Prinsenhof 3 (Stedelijk Gymnasium)                           | 52° 22' 54" NB, 4° 38' 0" OL  | 513411 | Meer afbeeldingen |
| Dubbele villa in eclectische trant | Woonhuis                  | 1869                                                                          | L. Tollenaar         | Prinsen Bolwerk 9 - 11                                       | 52° 23' 17" NB, 4° 38' 37" OL | 513414 | Meer afbeeldingen |
| 'd Hoop | Werk-woonhuis             | 1924                                                                          | J.B. van Loghem      | Ridderstraat 20                                              | 52° 23' 2" NB, 4° 38' 13" OL  | 513419 | Meer afbeeldingen |
| Stadsschouwburg | Welzijn, kunst en cultuur | 1918, 2003-2008 renovatie                                                     | J.A.G. van der Steur | Wilsonsplein 23 (Stadsschouwburg)                            | 52° 22' 40" NB, 4° 37' 33" OL | 513430 | Meer afbeeldingen |
| Teylers Hofje | Woonhuis                  | 1890                                                                          |                      | Teylershofjesstraat 2 t/m 8, 1 t/m 5 (zwart en rood)         | 52° 22' 54" NB, 4° 38' 33" OL | 513438 | Meer afbeeldingen |
| IJzeren spoorwegviaduct met bijbehorend hekwerk | Brug                      | ca. 1906                                                                      | D.A.N. Margadant     | Jansweg, spoorwegviaduct over Jansweg                        | 52° 23' 16" NB, 4° 38' 25" OL | 513439 | IJzeren spoorwegviaduct met bijbehorend hekwerk |
| Koetshuis in chaletstijl | Bijgebouwen kastelen enz. | ca. 1900                                                                      | J.D. Zocher jr.      | Statenbolwerk 1 bij nr. (voormalige Koetshuis)               | 52° 23' 20" NB, 4° 37' 56" OL | 513443 | Meer afbeeldingen |
| Politiebureau | Overheidsgebouw           | 1898                                                                          | J. Leijh             | Smedestraat 9 (voormalige Politiebureau)                     | 52° 22' 58" NB, 4° 38' 8" OL  | 513446 | Meer afbeeldingen |
| IJzeren spoorwegviaducht met bijbehorend hekwerk | Brug                      | ca. 1906                                                                      | D.A.N. Margadant     | Kruisweg, spoorwegviaduct over Kruisweg                      | 52° 23' 19" NB, 4° 38' 13" OL | 513447 | Meer afbeeldingen |
| Voormalige woonhuis met bedrijfspand en bijbehorende wagenpoort | Industrie                 | 1639 (woonhuis) 1871 (bedrijfspand)                                           |                      | Klokhuisplein 1 - 3 (Woonhuis, bedrijfspand en wagenpoort)   | 52° 22' 52" NB, 4° 38' 19" OL | 513448 | Meer afbeeldingen |
| Orgel in concertgebouw | Vanwege onderdelen kerk   | 1875                                                                          | A. Cavaille-Coll     | Klokhuisplein 2                                              | 52° 22' 53" NB, 4° 38' 20" OL | 515509 | Orgel in concertgebouw |

## Voormalige rijksmonumenten
Onderstaande tabel geeft een overzicht van de voormalige rijksmonumenten in de plaats en nabijgelegen gehuchten. De objecten worden getoond zoals deze waren geregistreerd in het Rijksmonumentenregister, inclusief onderdelen van een monument met een eigen rijksmonumentnummer.
| Object       | Toelichting                        | Oorspronkelijke functie?  | Bouwjaar | Architect | Locatie            | Coördinaten?                  | Nr.?  | Afbeelding        |
| ------------ | ---------------------------------- | ------------------------- | -------- | --------- | ------------------ | ----------------------------- | ----- | ----------------- |
| Wijnbergshof | Heeft nieuw nummer 513351 gekregen | Sociale zorg, liefdadigh. | 19e eeuw |           | Barrevoetestraat 4 | 52° 22' 48" NB, 4° 37' 47" OL | 18915 | Meer afbeeldingen |

Centrum:
Bakenessergracht ·
Frankestraat ·
Gedempte Oude Gracht ·
Gierstraat ·
Groot Heiligland ·
Grote Houtstraat ·
Grote Markt ·
Jansstraat ·
Kenaupark ·
Klein Heiligland ·
Kleine Houtstraat ·
Kleine Houtweg ·
Koningstraat ·
Nieuwe Gracht ·
Parklaan ·
Spaarnwouderbuurt ·
Wilhelminastraat ·
Zijlstraat

Zuid-West:
Florapark ·
Floraplein ·
Wagenweg 

Haarlem-Oost

Schalkwijk

Noord:
Begraafplaats Kleverlaan ·
Spaarndam 